# Отто-Фрідріх фон Фелькерзам

Герб роду Фелькерзамів.

О́тто Фрі́дріх фон Фе́лькерзам (нім. Otto Friedrich von Fölkersahm; пол. Otto Fryderyk Felkerzamb, 1641 —27 листопада 1705) — державний, політичний і військовий діяч Речі Посполитої. Представник німецького шляхетського роду Фелькерзамів. Воєвода чернігівський (1685—1696) і інфлянтський (1696—1705), сенатор. Полковник королівського двору. Чорштинський і райгородоцький староста. Інфлянтський каштелян (1677—1685). Син Йоганна фон Фелькерзама (1603–1686) та Єлизавети фон дер Брінкен. Одружувався тричі: вперше з графинею Катериною фон Бутлер, вдовою генерал-майора Ернста Магнуса фон Гроттхуса, її батьками були граф Готхард Вільгельм фон Бутлер (1600–1660) та Констанція Водинська; вдруге (в 1676) з Катериною фон Віндішгрец (близько 1680) та Єлизаветою фон Віндішгрец (близько 1690) (в інфлянтських документах подається, що він був одружений лише двічі, причому другою дружиною була, з 11 березня 1700 року, Катарина Елізабет фон Віндішгрец). 1683 року був комісаром на будівництві католицьких церков у лівонських землях. Сприяв поширенню католицтва в своїх родових маєтностях. 1690 року працював депутатом на скарбовому трибуналі. Помер бездітним.